# سوفورافلاوانون جی
سوفورافلاوانون جی (به انگلیسی: Sophoraflavanone G) با فرمول شیمیایی C
۲۵H
۲۸O
۶ یک ترکیب شیمیایی است. 